# Luchtkoeler

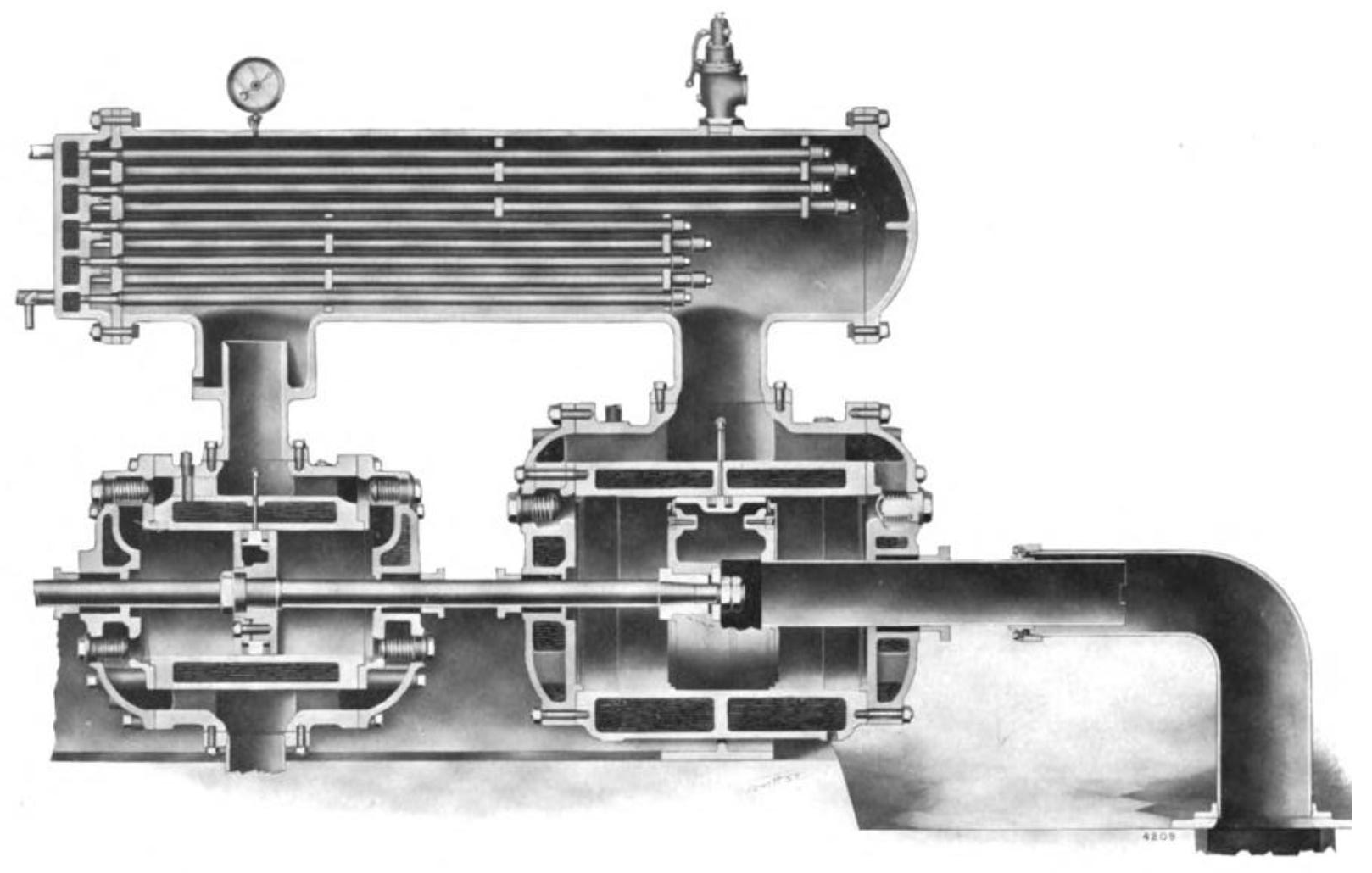
Een intercooler tussen twee compressortrappen

Een luchtkoeler of intercooler is een warmtewisselaar die bij verbrandingsmotoren uitgerust met een turbolader of compressor gebruikt kan worden. 
Bij een turbomotor wordt de aangezogen lucht door de turbocompressor onder druk naar het inlaatspruitstuk gebracht, waardoor er meer lucht naar de verbrandingsruimte gaat en er meer brandstof ingespoten kan worden waardoor de motor meer vermogen kan leveren.
Het samenpersen heeft echter een temperatuurstijging tot gevolg, wat een gedeelte van de volumeverkleining/dichtheidsvergroting van de lucht ongedaan maakt. Het plaatsen van koeling tussen de turbolader en het inlaatspruitstuk zorgt voor een daling van de temperatuur, met als gevolg dat de aangezogen lucht verder krimpt. Hierdoor kan een grotere massa lucht in de verbrandingskamers geperst worden en dus is er meer brandstof/zuurstof beschikbaar voor de verbranding. Het koelen zorgt ook voor een lagere aanvangscompressietemperatuur en daarmee voor een lagere eindcompressie- en verbrandingstemperatuur, zodat de thermische belasting vermindert.

## Soorten luchtkoelers

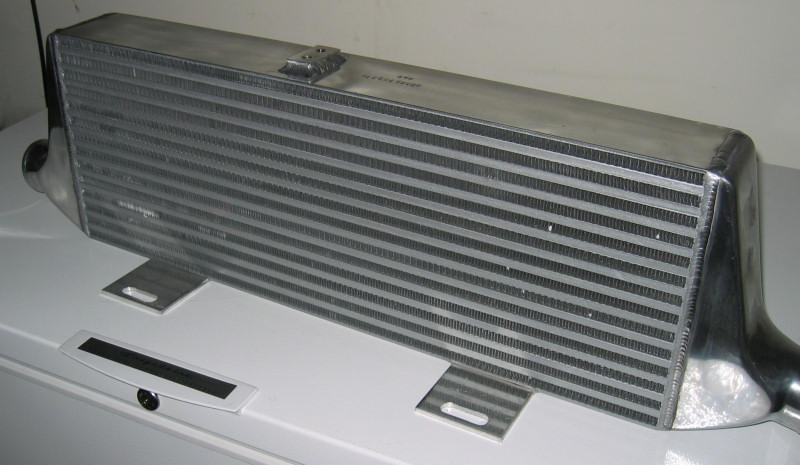
Een luchtgekoelde intercooler

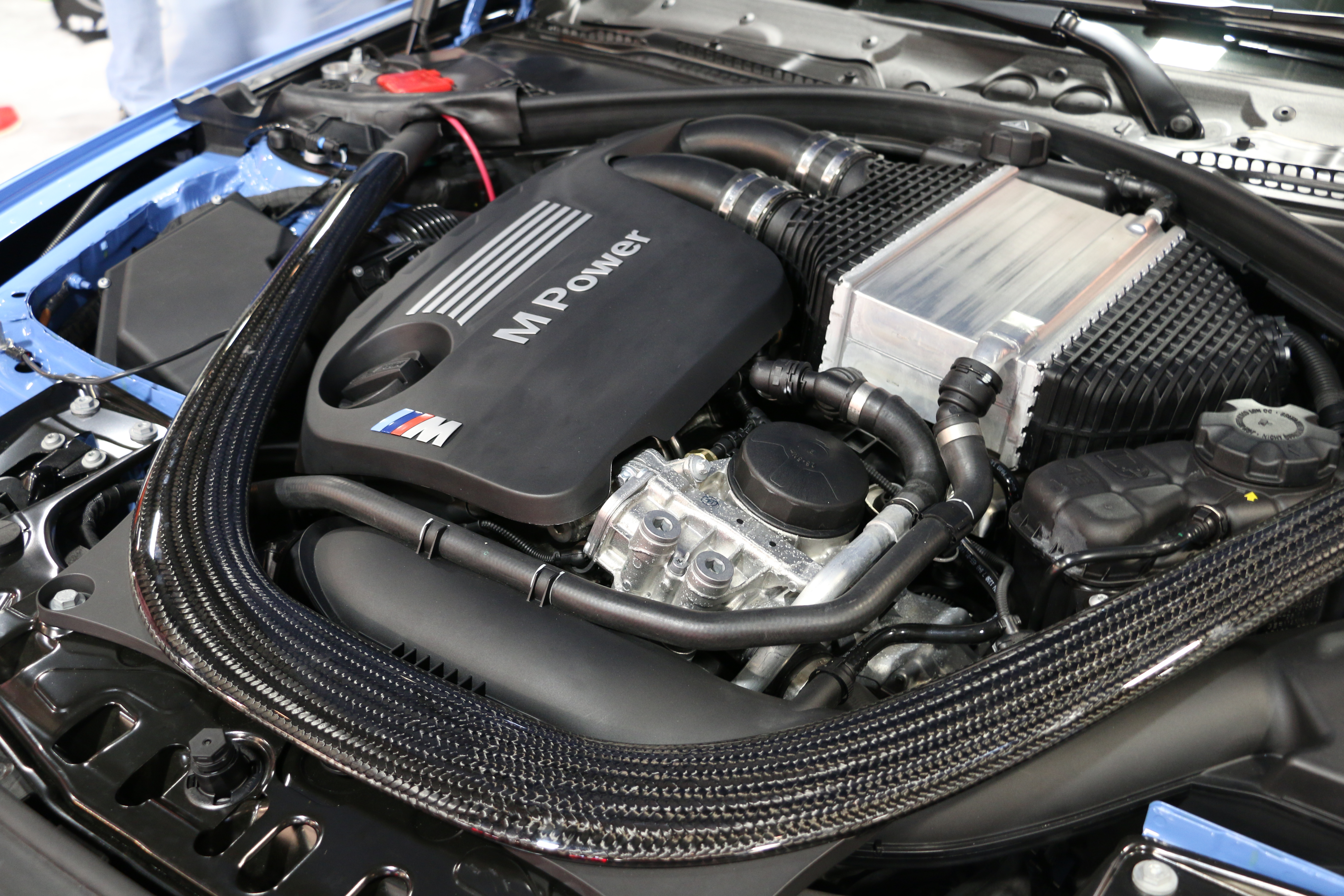
Een watergekoelde intercooler (rechtsboven) gebruikt in een BMW S55B30 motor

Intercoolers voor de auto-industrie bestaan in twee soorten: luchtgekoelde en watergekoelde intercoolers. Luchtgekoelde intercoolers verlagen de temperatuur van de samengeperste lucht met rijwind. Luchtgekoelde intercoolers zijn vaak voorin de motorruimte geplaatst in de buurt van de radiateur om zoveel mogelijk rijwind te vangen. Watergekoelde intercoolers verlagen de temperatuur van de samengeperste lucht door gebruik te maken van koelvloeistof die de door de luchtkoeler stroomt om warmte-energie te onttrekken aan de lucht. De verwarmde koelvloeistof stroomt naar een warmtewisselaar waar met behulp van rijwind de koelvloeistof wordt afgekoeld, waarna deze weer de intercooler in wordt gepompt.